# Атина Нюз
„Атина Нюз“ (на английски: Athens News – Атинс Нюз) е вестник на английски език, издаван в Атина, Гърция.
Основан е от Янис Хорн, брат на Димитрис Хорн. Излиза за първи път на 29 януари 1952 година.

## Редактори
- Янис Хорн (1952 – 1993)
- Никифорос Антонопоилос (1993 – 1994)
- Рамоло Гандолфо (1994 – 2000)
- Джон Псаропоилос (2000 – 2009)
- Йоанна Парадимитропоилу (2009-)